# Barbula subcaespitosa
Barbula subcaespitosa är en bladmossart som beskrevs av Brotherus 1902. Barbula subcaespitosa ingår i släktet neonmossor, och familjen Pottiaceae. Inga underarter finns listade i Catalogue of Life.